# Херем
Хе́рем (ивр. חרם‎) — высшая мера осуждения в еврейской общине. Как правило, заключается в полном исключении порицаемого еврея из общины. В более старом понимании слово значит «запрет» на что-либо по причине драгоценности, священности, или причине порочности, зла.
Родственные термины в других языках семитской семьи включают арабское слово харам, означающее «запретный» (отсюда происходит слово «гарем»), и эфиопское `irm, означающее «проклятый».

## История термина

### Во времена завоевания Ханаана
Слово херем в Торе означает предмет (включая человека), запретный для использования или даже прикосновения.
В Библии указываются 2 причины подобного запрета:
- вещь или человек отвратительны перед лицом Бога, то есть в высшей степени неугодны Богу («отрицательный херем»);
- вещь посвящена Богу и потому не может быть использована людьми («положительный херем»).

Условно говоря, херему подлежало либо «слишком плохое» (проклятое), либо «слишком хорошее» (священное). В частности, под херем попадали предметы, посвящённые Богу частными лицами и помещённые в храмовую сокровищницу, причём такие предметы не могли быть ни выкуплены назад посвятителем, ни проданы администрацией Храма.
В дальнейшем, однако, наибольшее распространение получило понятие «отрицательного херема».
Под херем попадали евреи, отступившие от культа Единого Бога. Их надлежало уничтожать, причём вместе со скотом и имуществом. Всё это (убитый скот и вещи) подлежало сожжению.
Также, согласно Торе, под херем попали все коренные народы, населявшие территорию Ханаана до еврейского вторжения и не признавшие над собой власть евреев. Эти народы должны были быть полностью уничтожены, включая всё их имущество (кроме предметов из металла, которые были переданы для богослужения). Более подробное описание этих событий содержится в книге Иисуса Навина.

### В диаспоре
В юридической практике в диаспоре распространённым наказанием, налагаемым еврейским судом, был ниддуй — временное отлучение от общины, сопровождающееся разного рода ограничениями. Херем же толковался как крайний случай ниддуй, то есть не как временное, а как постоянное отлучение, «гражданская смерть».
В Средние века были введены ступени херема, от 30-дневного, но полного отлучения от общины (включая запрет на посещение синагоги, в отличие от менее строгого ниддуй) и вплоть до полного и окончательного разрыва всех отношений с общиной. Высшую и самую тяжёлую степень херема называют шаммата.

## Наиболее известные случаихерема
- В 1624 году был подвергнут херему в Амстердаме Уриэль Акоста.
- Барух (Бенедикт) Спиноза был предан херему раввинами Амстердама 27 июля 1656 года.
- Виленский гаон наложил херем на хасидов, после чего аналогичные херемы накладывали другие раввины; в частности, львовский раввин Розанес в 1792 году провозгласил херем хасидам, которые молились в синагоге Бейт Хасидим.
- Раввины города Смирна (Измир) 9 декабря 1666 года наложили херем на всех саббатианцев, особо упомянув Натана из Газы.
- Раввины неоднократно накладывали херем на Реформистский иудаизм.